# Old Brown Shoe
Old Brown Shoe is een lied van The Beatles dat in 1969 is uitgebracht als B-kant van de single The Ballad of John and Yoko. Deze single bereikte in diverse landen de nummer 1-positie in de hitparades, waaronder Groot-Brittannië en Nederland. Het lied is geschreven door George Harrison.

## Opnamen
Op 25 februari 1969 - zijn 26ste verjaardag - was George Harrison alleen in de Abbey Road Studios in Londen om demo's op te nemen van zijn drie laatste composities: Something, All Things Must Pass en Old Brown Shoe, waarschijnlijk zodat de andere drie Beatles de demo's konden bestuderen en hun deel van het nummer konden leren. Deze drie demo's zijn in 1996 uitgebracht op het verzamelalbum Anthology 3.
Twee maanden later, op 16 april, waren alle Beatles in de studio aanwezig om Old Brown Shoe op te nemen. 's Middags namen ze een eerste take van het nummer op. Deze werd gewist en 's avonds werden vier nieuwe takes van het nummer opgenomen. Daarbij speelde Ringo Starr de drums, zong George Harrison de tekst en speelde hij gitaar, speelde Paul McCartney piano en John Lennon ook gitaar. Aan de laatste take werden enkele overdubs toegevoegd, namelijk basgitaar en leadgitaar en achtergrondzang door Lennon en McCartney. De zang van Harrison werd bovendien opnieuw opgenomen. Op 18 april werd Lennons gitaarpartij vervangen door een overdub van een hammondorgel. Bovendien werd een extra leadgitaarpartij aan het nummer toegevoegd.